# LA JOLLA
『LA JOLLA』（ラ・ホーヤ）は栗林誠一郎のアルバム。

## 内容
栗林にとっての記念すべきファーストアルバム。ベーシストでありながらも、ギター、キーボードを使用している。とはいえ、栗林は「ギターはあまり弾けない」と言っていた。小田佳奈子が初めて作詞を手がけた「Secret Lover」は、冒頭に収録。「TUBE」は原曲を歌ったバンドのTUBEを由来する。

## 収録曲
全作曲:栗林誠一郎 編曲:栗林誠一郎・明石昌夫
1. Secret Lover
作詞:小田佳奈子
2. FOXY GIRL - 原曲:Captain George with Nipper Zipper
作詞:藤谷譲二
3. SWEET HOLIDAY
作詞:K-Project
4. HALF A HEART - 原曲:古川真一「Andante」（作詞は星野今日子）
作詞:Linda hennrick
5. LONELY ONE
作詞:森山進治
6. STILL
作詞:森山進治
7. TUBE - 原曲:TUBE「憧れのハワイ航路」
作詞:星野今日子
8. SHABA-DABA
作詞:亜蘭知子
9. POWER GAME
作詞:栗林誠一郎
10. Girl 今でも…
作詞:栗林誠一郎

## 参加ミュージシャン
- 栗林誠一郎 - ベース、ギター、キーボード、バッキング・ボーカル
- 青木智仁 - ベース
- 明石昌夫 - ベース、キーボード
- 葉山たけし - ギター
- 増崎孝司 - ギター
- Jun Sumida - ギター
- Haruo Togashi - キーボード
- 小野塚晃 - キーボード
- 増田隆宣 - キーボード
- 勝田一樹 - サックス
- 土岐英史 - サックス
- 青山純 - ドラム
- 江口信夫 - ドラム
- 渡嘉敷祐一 - ドラム
- 数原晋 - トランペット
- Keita Miyahara - トロンボーン
- 斎藤ノブ - パーカッション